# Isopentan
Isopentan hay 2-methylbutan là một hợp chất hữu cơ có công thức phân tử C5H12. Isopentan còn có hai đồng phân khác là pentan và neopentan.